# Gisela Stein
Gisela Stein (* 2. Oktober 1934 in Swinemünde, Pommern; † 4. Mai 2009 in Mohrkirch, Schleswig-Holstein) war eine deutsche Schauspielerin.

## Leben
Der Ausbildung an der Wiesbadener Schauspielschule (1953) folgten erste Engagements am Theater Koblenz, am Theater Krefeld und Mönchengladbach und am Theater Essen (Erwin Piscator). 1960 wechselte Stein an die Staatlichen Schauspielbühnen Berlin, wo sie für neunzehn Jahre ihre künstlerische Heimat fand. In der Zusammenarbeit mit Regisseuren wie Hans Lietzau (Inge in Max Frischs Graf Öderland, 1961; Ranewskaja in Tschechows Der Kirschgarten, 1979) Fritz Kortner (Titelrolle in Friedrich Hebbels Maria Magdalena, 1966), Niels-Peter Rudolph (Elena in Tschechows Onkel Wanja, 1977) und Günther Krämer (Titelrolle in Schillers Maria Stuart, 1977) reifte sie hier zu einer der großen deutschen Charakterdarstellerinnen heran.
Gastspiele führten Stein ans Schauspielhaus Zürich, an das Württembergische Staatstheater Stuttgart und nach Salzburg zu den Festspielen. 1979 wechselte sie nach Berlin und 1980 an die Münchner Kammerspiele, wo sie bis 2001 blieb und von Dieter Dorn mit weiteren großen Aufgaben betraut wurde.
- 1980 Olivia in Was ihr wollt von William Shakespeare
- 1981 Iphigenie in Iphigenie auf Tauris von Johann Wolfgang Goethe
- 1981 Königin Ginevra in Merlin oder Das wüste Land von Tankred Dorst
- 1983 Lucette Gautier in Ein Klotz am Bein von Georges Feydeau
- 1984 Leonore Sanvitale in Torquato Tasso von Johann Wolfgang Goethe
- 1986 Helena in Troilus und Cressida von William Shakespeare
- 1990 Winnie in Glückliche Tage von Samuel Beckett
- 1991 Chor; Anita von Schastorf in Schlußchor (Uraufführung) von Botho Strauss
- 1992 Goneril in König Lear von William Shakespeare
- 1993 Atossa in Die Perser von Mattias Braun nach Aischylos
- 1994 Ariel in Der Sturm von William Shakespeare
- 1995 Kurfürstin in Prinz Friedrich von Homburg von Heinrich von Kleist
- 1996 Penelope in Ithaka (Uraufführung) von Botho Strauss

In Achternbuschs Mein Herbert stand sie 1985 in einer Tabori-Inszenierung als Luise auf der Bühne. 1987 folgten Jean Racines Phädra in der Regie von Alexander Lang und die Penthesilea ebenfalls in der Regie von Alexander Lang.
Seit 2001 war sie Mitglied des Ensembles des Bayerischen Staatsschauspiels. Seit Februar 2002 las Gisela Stein „Die Schrift“ in der Übertragung von Martin Buber und Franz Rosenzweig.
Gisela Stein starb nach langer Krankheit am 4. Mai 2009 an ihrem Wohnsitz Mohrkirch in Schleswig-Holstein.

## Rollen am Bayerischen Staatsschauspiel
- Das Spiel vom Fragen von Peter Handke, Ein Einheimischer, Regie: Elmar Goerden
- Hekabe von Euripides, Hekabe, Regie: Dieter Dorn
- Die Wände von Jean Genet, Die Mutter, Regie: Dieter Dorn
- Die eine und die andere von Botho Strauß (Uraufführung) Elisabeth (Lissie) Kelch, Regie: Dieter Dorn
- Die Bakchen von Euripides, Chorführerin, Regie: Dieter Dorn

## Hörspiele (Auswahl)
- 1977: Edward Albee: Zuhören – Regie Heinz von Cramer (Hörspiel – WDR/SR DRS)
- 1982: Rainer Maria Rilke und Lou Andreas-Salomé : Bis wohin reicht mein Leben – Regie Georg Brintrup (Soirée – SWF)
- 1983: Adalbert Stifter: Der Condor oder Das Weib erträgt den Himmel nicht – Regie: Otto Düben (Hörspielbearbeitung – SDR)

## Auszeichnungen
- 1967: Berliner Kunstpreis (Darstellende Kunst, Förderungspreis)
- 1988: Deutscher Kritikerpreis
- 1977: Trägerin des Tilla-Durieux-Schmucks
- Berliner Staatsschauspielerin
- 1993: Verdienstkreuz am Bande der Bundesrepublik Deutschland
- 1999: Bayerischer Maximiliansorden für Wissenschaft und Kunst
- Bayerischer Verdienstorden
- Medaille „München leuchtet – Den Freunden Münchens“
- 2001: Oberbayerischer Kulturpreis
- 2004: Hermine-Körner-Ring
- 2007: Bayerische Verfassungsmedaille in Gold.

## Film
„Ich räume auf“, nach einer Streitschrift von Else Lasker-Schüler, mit Gisela Stein als Else Lasker-Schüler, Hanns Zischler, Harun Farocki, Hans Christoph Buch, Ulrich Gregor, Frank Burkner, Regie: Georg Brintrup, WDR Köln, 1979,
Der Kommissar - Herr und Frau Brandes (1973) als Ursula Becker

## Belege
1. ↑  WELT ONLINE: Die große Tragödin Gisela Stein ist tot
2. ↑  Gisela Stein bei www.bayerischesstaatsschauspiel.de (Memento des Originals vom 18. Juli 2011 im Internet Archive)  Info: Der Archivlink wurde automatisch eingesetzt und noch nicht geprüft. Bitte prüfe Original- und Archivlink gemäß Anleitung und entferne dann diesen Hinweis.
3. ↑  Ich räume auf

| Personendaten    | Personendaten           |
| ---------------- | ----------------------- |
| NAME             | Stein, Gisela           |
| KURZBESCHREIBUNG | deutsche Schauspielerin |
| GEBURTSDATUM     | 2. Oktober 1934         |
| GEBURTSORT       | Swinemünde, Pommern     |
| STERBEDATUM      | 4. Mai 2009             |
| STERBEORT        | Mohrkirch               |